# Leśny Dwór (Mikołajki)
Leśny Dwór (deutsch Grünhof) ist eine kleine Siedlung in der polnischen Woiwodschaft Ermland-Masuren und gehört zur Stadt- und Landgemeinde Mikołajki (deutsch Nikolaiken) im Powiat Mrągowski (Kreis Sensburg).

## Geographische Lage
Leśny Dwór liegt im Norden des Landschaftsschutzparks Masuren (polnisch Mazurski Park Krajobrazowy) in der östlichen Mitte der Woiwodschaft Ermland-Masuren, 25 Kilometer östlich der Kreisstadt Mrągowo (deutsch Sensburg).

## Geschichte
Die heutige kleine Waldsiedlung (polnisch Osada leśna) wurde 1751 gegründet und bestand als späteres Gut anfangs lediglich aus einem kleinen Gehöft. 1874 wurde der Gutsbezirk Grünhof in den neu errichteten Amtsbezirk Lucknainen (polnisch Łuknajno) eingegliedert, der zum Kreis Sensburg im Regierungsbezirk Gumbinnen (1905 bis 1945: Regierungsbezirk Allenstein) in der preußischen Provinz Ostpreußen gehörte. 1818 waren in Grünhof 19, 1867 nur noch 5 und 1910 noch 7 Einwohner gemeldet.
Aufgrund der Bestimmungen des Versailler Vertrags stimmte die Bevölkerung im Abstimmungsgebiet Allenstein, zu dem Grünhof gehörte, am 11. Juli 1920 über die weitere staatliche Zugehörigkeit zu Ostpreußen (und damit zu Deutschland) oder den Anschluss an Polen ab. In Grünhof stimmten 20 Einwohner für den Verbleib bei Ostpreußen, auf Polen entfielen keine Stimmen.
Am 30. September 1928 bildete man aus den Gutsbezirken Georgenthal (polnisch Urwitałt), Lucknainen (Łuknajno), Ossa (Osa), Pienkowen (nicht mehr existent) und Grünhof die neue Landgemeinde Lucknainen.
Als 1945 in Kriegsfolge das gesamte südlich Ostpreußen an Polen überstellt wurde, war auch Grünhof davon betroffen. Der kleine Ort erhielt die polnische Namensform „Leśny Dwór“ und ist heute eine Ortschaft innerhalb der Stadt- und Landgemeinde Mikołajki (Nikolaiken) im Powiat Mrągowski (Kreis Sensburg), bis 1998 der Woiwodschaft Suwałki, seither der Woiwodschaft Ermland-Masuren zugehörig.

## Kirche
Grünhof war bis 1945 in die evangelische Kirche Schimonken in der Kirchenprovinz Ostpreußen der Kirche der Altpreußischen Union und außerdem in die katholische St.-Adalbert-Kirche Sensburg im Bistum Ermland eingepfarrt. Heute gehört Leśny Dwór zur evangelischen Pfarrkirche Mikołajki in der Diözese Masuren der Evangelisch-Augsburgischen Kirche in Polen und zur katholischen Pfarrei Woźnice (Wosnitzen, 1938 bis 1945 Erlenau) im Bistum Ełk in der polnischen katholischen Kirche.

## Verkehr
Leśny Dwór ist auf einer Nebenstraße von Woźnice an der polnischen Landesstraße 16 (einstige deutsche Reichsstraße 127) in südlicher Richtung direkt zu erreichen. Eine Anbindung an das Schienennetz besteht nicht.